# Estação Voltaire
Voltaire é uma estação da Linha 9 do Metrô de Paris, localizada no 11.º arrondissement de Paris.

## História
Subtitulada Léon Blum, ela leva o seu nome Voltaire do boulevard Voltaire e seu subtítulo Léon Blum da place Léon-Blum (antiga place Voltaire) sob a qual ela se situa.

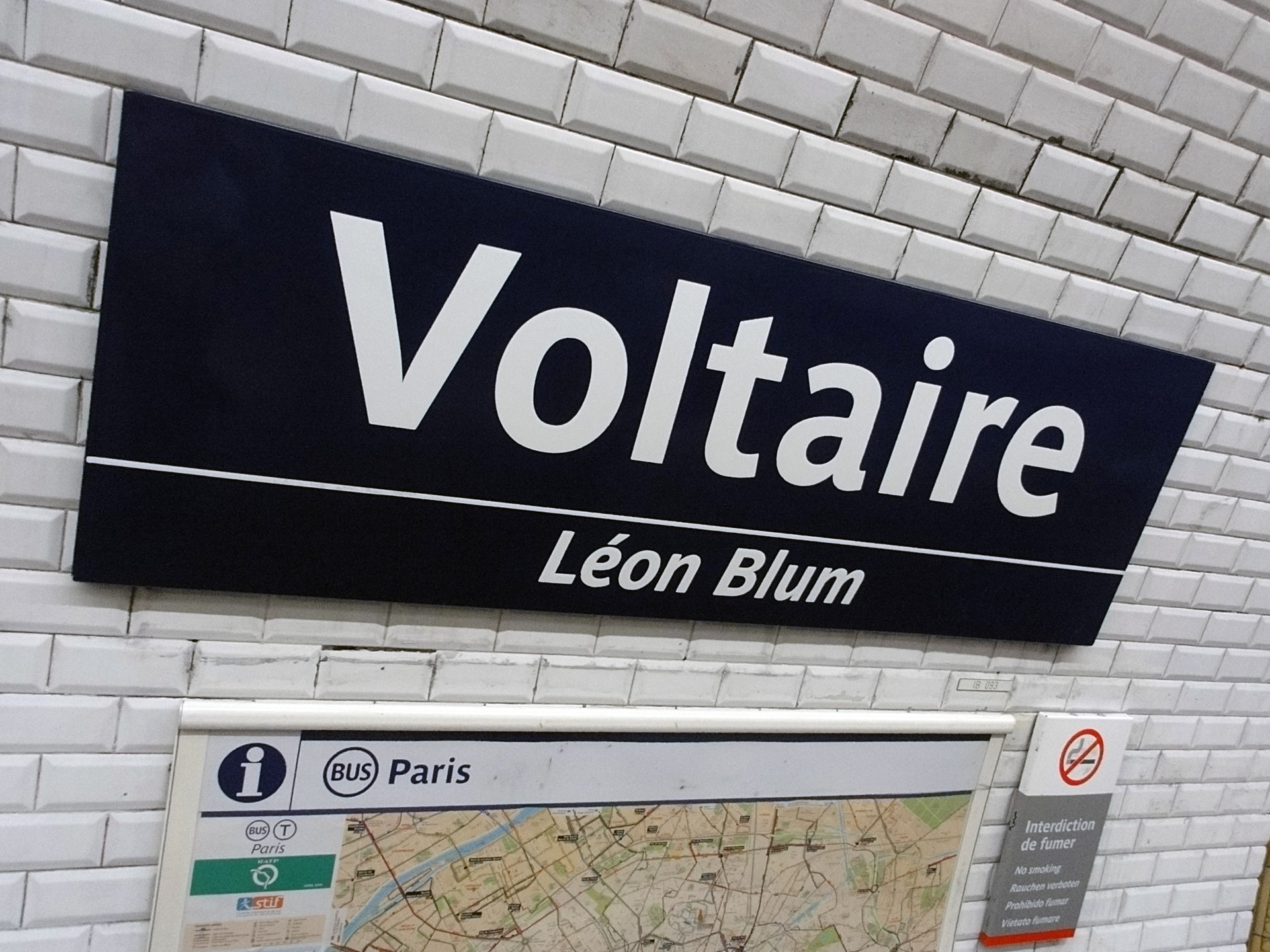
Placa esmaltada indicando o nome da estação

Antes da sua renovação em 2007, ela fez parte das três estações escolhidas como protótipos do estilo decorativo "Andreu-Motte" com Pont-Neuf na linha 7 e Ledru-Rollin na linha 8. Ela foi o modelo daquelas de cor amarela e possuía então bancos em alvenaria recobertos de telhas amarelas planas, munidas de assentos "Motte" da mesma tinta, bem como saídas de corredores tratadas com as mesmas telhas.
Em 2011, 5 273 953 passageiros entraram nesta estação. Ela viu entrar 5 341 865 passageiros em 2013, o que a coloca na 74ª posição das estações de metrô por sua frequência.

## Serviços aos passageiros

### Plataformas
Voltaire é uma estação de configuração padrão: ela possui duas plataformas laterais separadas pelas vias do metrô e a abóbada é elíptica. A decoração é do estilo "Andreu-Motte" amarelo mas só restam as duas rampas luminosas. As telhas de cerâmica brancas biseladas recobrem os pés-direitos, a abóbada, os tímpanos e as saídas dos corredores.  Os quadros publicitários são em cerâmica da cor de mel e o nome da estação é inscrito na fonte Parisine em placas esmaltadas. Os assentos são do estilo "Akiko" de cor amarela.

### Intermodalidade
A estação é servida pelas linhas 46, 56, 61 e 69 da rede de ônibus RATP e, à noite, pelas linhas N16 e N34 da rede de ônibus Noctilien.

## Pontos turísticos
- Prefeitura do 11.º arrondissement
- Gymnase Japy

Galeria de fotografias
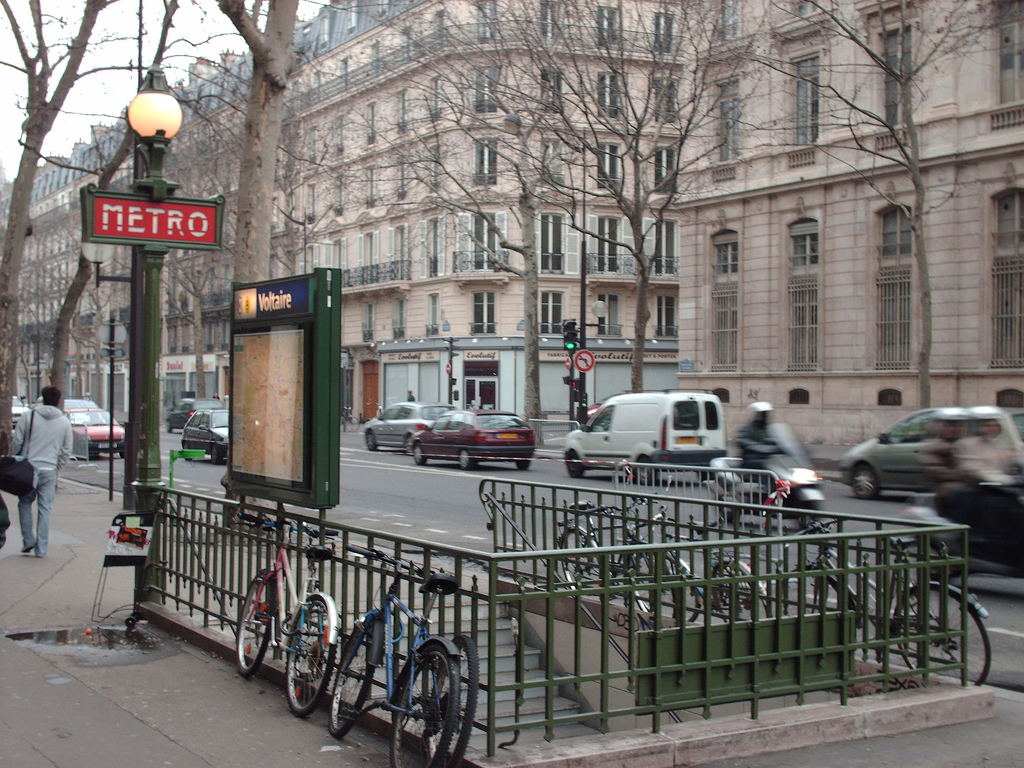
Uma entrada da estação.
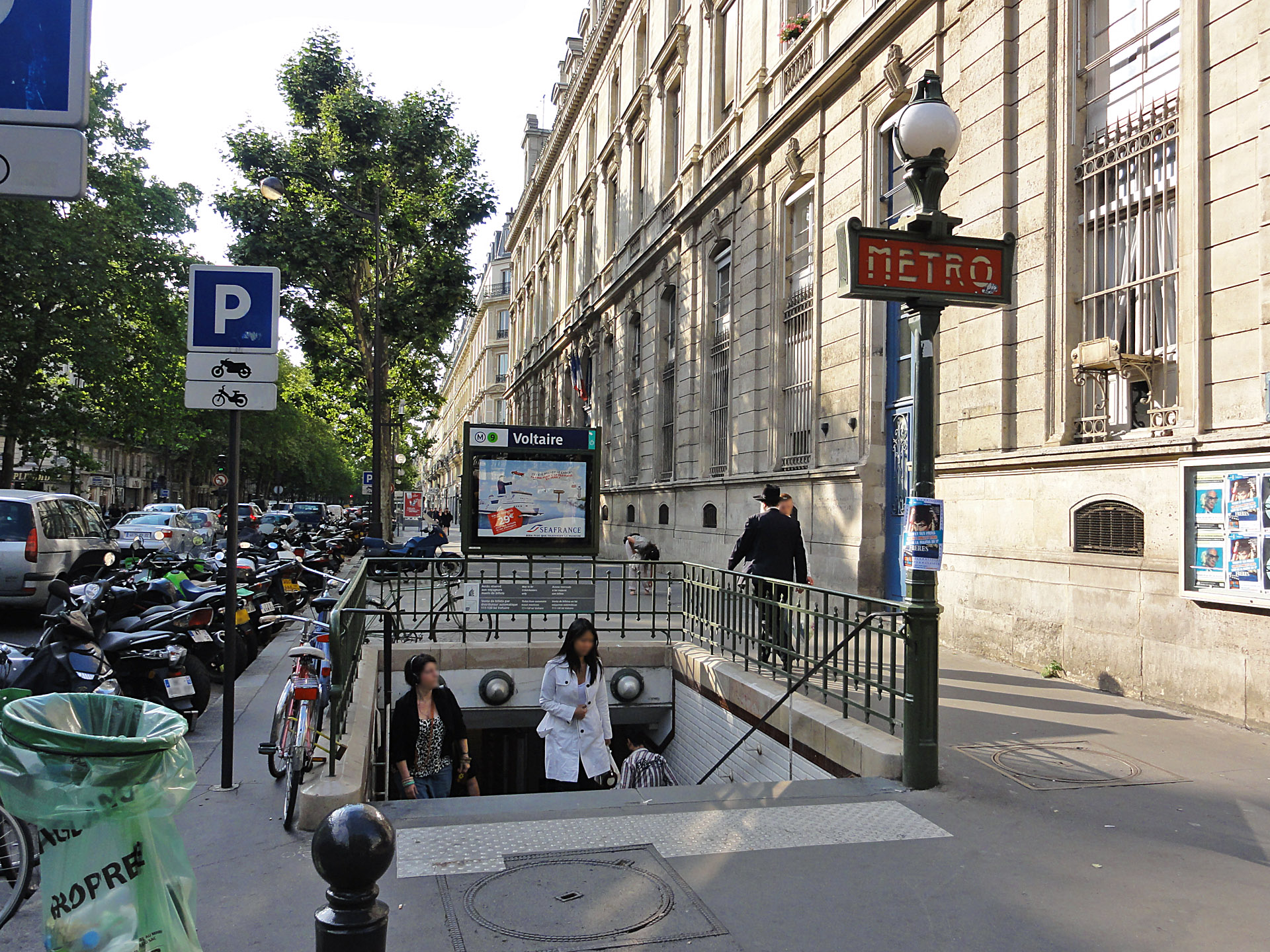
Uma das entradas da estação.
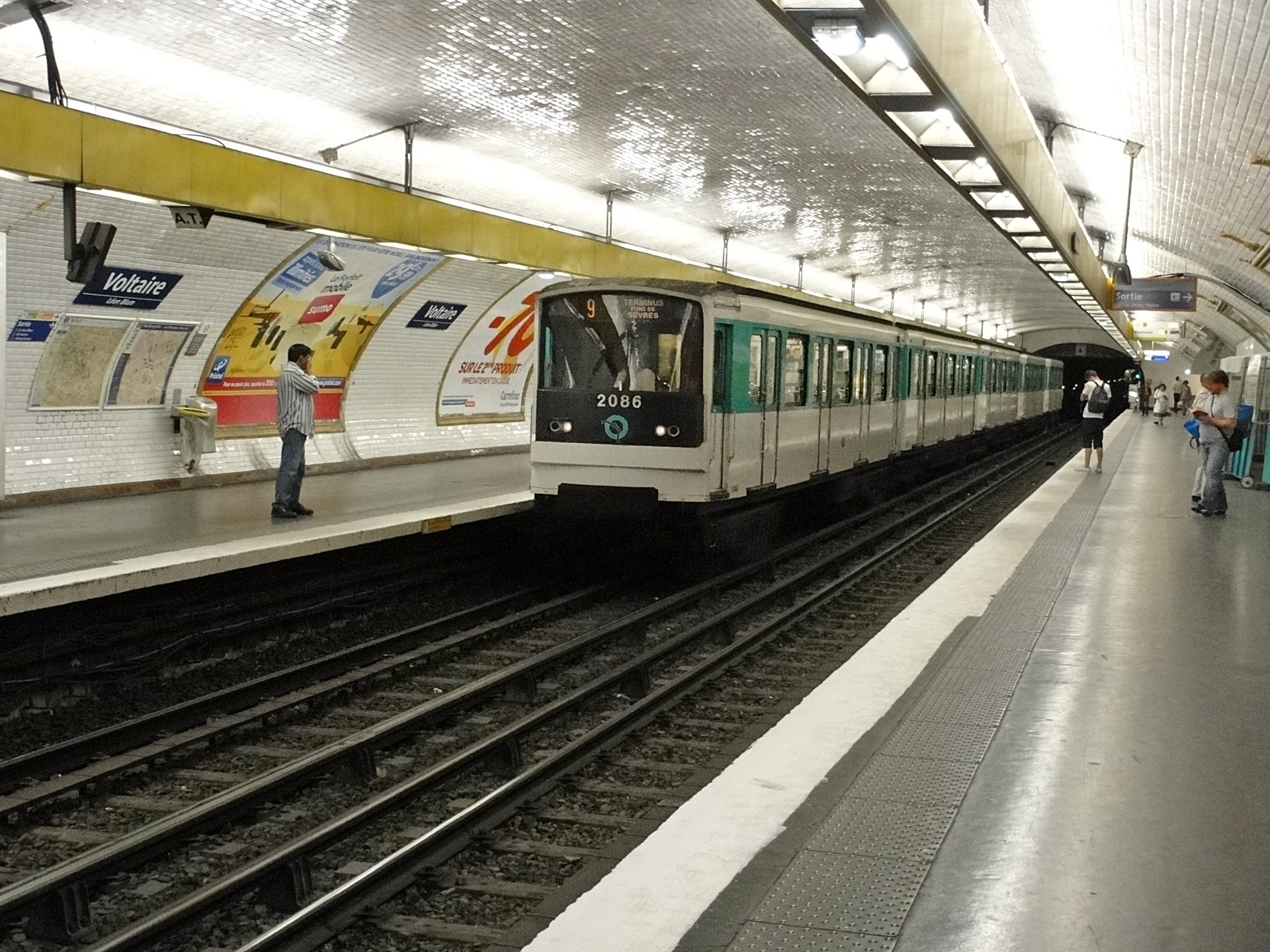
Um trem MF 67 na plataforma em 2011.